# Siĕm Réab (prowincja)
Siĕm Réab (khm. សៀមរាប) – prowincja w północnej Kambodży.
Prowincja podzielona jest na 12 dystryktów:
- Angkor Chum
- Angkor Thum
- Bântéay Srei
- Chi Krêng
- Krâlănh
- Puok
- Prasat Bakong
- Siĕm Réab
- Soutr Nikom
- Srei Snâm
- Svay Leu
- Varin